# Texcoco de Mora
Texcoco (Nahuatl Tetzcohco, Bedeutung unklar, kolonialzeitlich Tezcuco), mit vollständigem offiziellen Name Texcoco de Mora ist eine Stadt in Mexiko im Bundesstaat Méxiko östlich von Mexiko-Stadt. Texcoco hat eine Einwohnerzahl von etwa 105.000 und liegt am Nordostufer des mittlerweile ausgetrockneten Texcoco-Sees.

## Geschichte

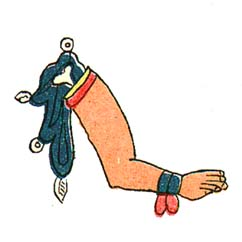
Hieroglyphenzeichen für Acolhua(can)

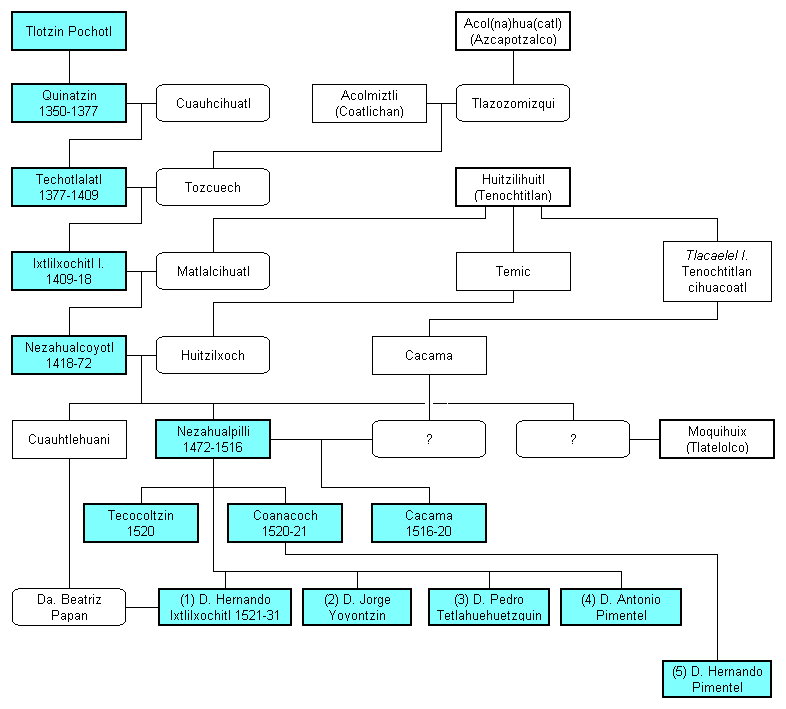
Genealogie der vorspanischen und frühkolonialen Herrscher von Tetzcoco (blau). Herrscher anderer Städte mit dicker Randlinie, Frauen = abgerundetes Rechteck

In vorkolumbischer Zeit war Texcoco ein unabhängiger Stadtstaat der Acolhua, einer Nahua-Ethnie (eines Volkes, das Nahuatl sprach). Geherrscht hat in der Stadt unter anderen Nezahualcóyotl, der König der Acolhua, der auch ein beachteter Dichter, Philosoph und Mäzen war. Bereits früh verbündete er sich mit Tenochtitlán (dem heutigen Mexiko-Stadt), stieg als Mitglied des aztekischen Dreibunds zur politisch zweitbedeutendsten Stadt des Aztekenreiches auf und erhielt 40 Prozent des vom Reich erhobenen Tributs. Die Stadt war ein Zentrum für Bildung und Kultur und besaß eine berühmte Bibliothek mit Werken aus älteren mesoamerikanischen Zivilisationen. Diese große Bibliothek sammelte die wichtigsten Werke aus dem ganzen Aztekenreich und wurde von den spanischen Konquistadoren niedergebrannt, weil diese deren Inhalte als heidnisch und antichristlich betrachteten.
Nezahualpilli, der Herrscher der Stadt Texcoco, starb im Jahre 1515, noch vor der Ankunft der Spanier. Moctezuma, der Herrscher von Tenochtitlán, griff in die Thronfolge ein und bestimmte Cacama, einen der Söhne des Nezahualpilli, zum neuen Herrscher von Texcoco. Ixtlilxochitl II., ein Halbbruder Cacamas, fühlte sich übergangen und um seinen Thron gebracht. Mit einigen Gefolgsleuten setzte er sich ab und rebellierte gegen seinen Halbbruder.
Diese Rebellion dauerte noch an, als die Spanier sich als Gäste Moctezumas in Tenochtitlán aufhielten.
Nachdem die Spanier Moctezuma gefangen genommen hatten, betrieb Cacama den Sturz des Aztekenherrschers und wollte militärisch gegen Cortés vorgehen. Doch der hörte von den Plänen. Er ließ Cacama gefangen nehmen und legte ihn in Ketten. An seiner Stelle setzte er einen Bruder Cacamas auf den Thron von Texcoco. Sein Name war Cuicuitzcatl, und Ixtlilxochitl fühlte sich ein weiteres Mal übergangen.
Nach seinem verlustreichen Rückzug in der Noche Triste führte Hernán Cortés Krieg gegen die Azteken. Cuicuitzcatl kämpfte in diesem Krieg an der Seite von Tenochtitlán gegen die Spanier. Als Cortés Texcoco beinahe kampflos besetzte, floh er mit seinen Getreuen aus der Stadt. Schon kurz darauf ließ Cortés Ixtlilxochitl rufen und setzte ihn auf den Thron von Texcoco. Der neue Herrscher erwies sich als treuer Freund der Konquistadoren und als Feind der Azteken. Bei der Schlacht um Tenochtitlán 1521 kämpften viele Krieger aus Texcoco auf der Seite der Spanier.
Vom Jahr 1827 bis 1830 war Texcoco die Hauptstadt des Bundesstaates México.

## Sehenswürdigkeiten
Sehenswert sind die Wandmalereien von Diego Rivera in der Universidad Autónoma Chapingo. In der ehemaligen Hazienda hat Rivera eine Kapelle ausgemalt, sozusagen seine „Sixtinische Kapelle“, aber mit sozialistischen Motiven.
Dann das Museo de Paleontología de Tocuila. 
Ausflugsziel sind die Ruinen des Palastes von Nezahualcóyotl auf dem Cerro del Tetzcotzingo, mit dem sogenannten Bad der Königin und einem noch deutlich erkennbaren, komplexen System von Wasserleitungen.

## Belege
1. ↑  Hanns J. Prem: Die Azteken-Geschichte-Kultur-Religion, Verlag C. H. Beck, Seite 24
2. ↑  Bernal Díaz del Castillo: Geschichte der Eroberung von Mexiko, 1988, S. 290
3. ↑  Bernal Díaz del Castillo: Geschichte der Eroberung von Mexiko, 1988, S. 394